# Шоколатин
Пан о Шоколя — французское хлебобулочное изделие с шоколадом. «Сhocolatine», «pain au chocolat» — вариации французского названия, дословно пер. как «шоколадный хлеб» или «булочка с шоколадом». Представляет собой ролл из слоеного теста с шоколадной начинкой. Такие булочки с шоколадом известны более всего на юго-западе Франции и в Канаде. Изготавливаются из такого же слоеного теста, что и круассаны. Часто продаются ещё горячими или теплыми из печи. Найти булочки можно в пекарнях и супермаркетах.

## Происхождение названия
Легенда гласит, что Мария-Антуанетта представила круассан во Франции, но круассаны и шоколадные конфеты — относительно современное изобретение. Слово круассан, которое относится к обычному хлебу с шоколадом в форме полумесяца, вошло во французский словарь в 1863 году.
По мнению французов, на формирование названия булочек повлияли англичане. Так, в XV веке моряки, высадившиеся в Аквитании, попросили пекарей приготовить шоколад в хлебе — chocolate in bread, что французы со временем сократили до «chocolate in». Так и появилось названия Шоколатин.
Есть и другое мнение, согласно которому булочки во Франции были завезены австрийским предпринимателем Августом Зангом в 1830-х годах.

## Другие названия
Во Франции название сладости варьируется в зависимости от региона :
- В О-де-Франс и в Эльзасе используется слово «petit pain au chocolat» — маленькая булочка с шоколадом.
- В центральной Франции и в Париже используется слово «pain au chocolat» — булочка с шоколадом.
- На юго-западе Франции и в Канаде используется слово «chocolatine» — шоколатин.
- В Лотарингии используется слово «croissant au chocolat» — круассан с шоколадом.

## Реализация
Шоколатин продаётся в супермаркетах и магазинах товаров повседневного спроса или в кондитерских.
- В Тунисе, Алжире, Марокко, Нидерландах, Бельгии, Норвегии, Ирландии, Дании и Великобритании они продаются в большинстве пекарен, супермаркетах и кафе.
- В Германии они продаются реже, чем шоколадные круассаны, но оба называются «Schokoladencroissant».
- В Соединённых Штатах и часто в Канаде их обычно называют «шоколадными круассанами».
- В бельгийском регионе Фландрия они продаются в большинстве пекарен и называются «chocoladekoek» или «chocoladebroodje».
- В Португалии и Испании они продаются в пекарнях и супермаркетах и называются наполитаны (то есть из Неаполя).
- В Мексике они также чаще всего встречаются в пекарнях и супермаркетах и известны как шоколадные конфеты.
- В Австралии и Новой Зеландии их обычно называют «шоколадными круассанами», и они продаются свежеиспеченными в большинстве пекарен и супермаркетов.

## Шоколатин в культуре
Французской сладости посвящаются песни.
- Le Petit Pain au chocolat — Джо Дассен (1968) ;
- Pain au chocolat — группа «IAM» (2013) ;
- Les Petits pains au chocolat — Шарль Азнавур (2015)